# Samira Makhmalbaf
Samira Makhmalbaf (en persa: سمیرا مخملباف), nacida el 15 de febrero de 1980 en Teherán, Irán, es una realizadora de cine y guionista iraní,Pertenece al movimiento de la Nueva Ola del cine iraní.

## Biografía
Nació en el seno de una familia de cineastas. Es hija de Mohsen Makhmalbaf, realizador de cine y escritor, y de la directora de cine Marzieh Meshkini. Su hermana, Hana Makhmalbaf, también es realizadora de cine. 
A la edad de 7 años actuó en la película de su padre, El ciclista. Dejó el instituto cuando tenía 14 años para estudiar durante 5 años en la escuela de cine fundada por su padre, Makhmalbaf Film House. Realizó dos vídeos y con 17 años realizó el largometraje La manzana. Al año siguiente, en 1998, la película concursó en la selección oficial del Festival de Cannes, convirtiendo a Samira en la realizadora más joven que haya concursado nunca en un festival internacional. La película se estrenó en más de 30 países y fue invitada a más de 100 festivales internacionales de cine.
En 1999 Samira realizó su segundo largometraje, La pizarra, que concursó también en el Festival de Cannes en 2000 y ganó el Premio del Jurado.
La siguiente película de Samira, A las cinco de la tarde, fue filmada en Kabul, ciudad donde residía en 2003. Su última película, El caballo de dos piernas, fue rodada también en Afganistán en 2008 sobre un guion de su padre, Mohsen Makhmalbaf, y obtuvo el Premio Especial del Jurado del Festival de San Sebastián en 2009.
En 2003, los críticos del periódico británico The Guardian clasificaron a Samira Makhmalbaf entre los 40 mejores realizadores internacionales de cine en activo.

## Filmografía
- 2008: El caballo de dos piernas (Asbe du-pa)
- 2003: A las cinco de la tarde (Panj-e asr)
- 2002: God, Construction and Destruction una de las partes de la película 11'09'01 - September 11
- 2000: La pizarra (Takhté siah)
- 1998: La manzana (Sib)

## Premios y distinciones
Festival Internacional de Cine de Cannes
| Año  | Categoría                   | Película                | Resultado |
| ---- | --------------------------- | ----------------------- | --------- |
| 2000 | Premio especial del Jurado  | La pizarra              | Ganador   |
| 2003 | Premio del Jurado           | A las cinco de la tarde | Ganador   |
| 2003 | Premio del Jurado Ecuménico | A las cinco de la tarde | Ganador   |

Festival Internacional de Cine de Venecia
| Año  | Categoría     | Película              | Resultado |
| ---- | ------------- | --------------------- | --------- |
| 2002 | Premio UNESCO | 11'09"01 September 11 | Ganador   |

Festival Internacional de Cine de San Sebastián
| Año  | Categoría                  | Película                  | Resultado |
| ---- | -------------------------- | ------------------------- | --------- |
| 2008 | Premio Especial del Jurado | El caballo de dos piernas | Ganador   |

- “Sutherland Trophy”, London Film Festival 1998, Reino Unido.
- “International Critics prize”, Festival de cine de Locarno 1998, Suiza.
- “Jury’s Special prize”, Festival de cine de Salónica 1998, Grecia.
- “Jury’s Special prize”, Festival de cine de São Paulo 1998, Brasil.
- “Jury’s Special prize”, Festival de Cine Independiente 1999, Argentina.
- “Critic’s prize”, Festival de Cine Independiente 1999, Argentina.
- “Audience’s prize”, Festival de Cine Independiente 1999, Argentina.
- “Medalla Federico Fellini”, UNESCO, París, 2000.
- “Premio Francois Truffaut”, Festival de Cine de Giffoni, Italia, 2000.
- “Gran Premio de Giffoni“, Festival de Cine de Giffoni, Italia, 2000.
- “Premio Especial de Cultura”, UNESCO, París, 2000.
- “Gran Premio del Jurado”, American Film Institute, Estados Unidos, 2000
- "Peacock de oro" a la mejor película, 34 Festival Internacional de cine de la India 2003, India.
- Premio “Youths’ Cinema” en el 17 International Silver Screen Film Festival 2004, Singapur, Indonesia.